# وداد البرغوثي
وداد البرغوثي (وُلدت في عام 1958 في كوبر –) هي صحافية وكاتبة فلسطينية تحمل درجة الدكتوراة في الصحافة والإعلام، وتعمل محاضرة في قسم الإعلام في جامعة بيرزيت، وهي أيضًا أسيرة مُحررة من سجون الاحتلال الإسرائيلي.

## حياتها
ولدت وداد البرغوثي في عام 1958 في قرية كوبر شمال محافظة رام الله والبيرة. تلقت تعليمها الأساسي في مدرسة كوبر في ستينيات القرن العشرين، ثم انتقلت عام 1970 إلى مدرسة البيرة الثانوية للبنات. درست الإعلام في الجامعة الحكومية في روسيا، وأثناء عودتها في عام 1980 في العطلة لزيارة أهلها كانت قد اعتُقلت من قبل جيش الاحتلال الإسرائيلي ومنعها من السفر لمدة عام. في 1 أيلول (سبتمبر) 2019، اقتحمت القوات الإسرائيلية منزلها، واعتقلتها بتهمة التحريض عبر مواقع التواصل الاجتماعي. في 11 من أيار (مايو) 2019 هدم الاحتلال الإسرائيلي منزلها.

## مؤلفاتها
لديها أكثر من 20 عملًا ومخطوطة في مجال (البحث، الشعر، الرواية، القصص القصيرة، الزجل الشعبي، المسرح، الترجمة) منها:
- ديوان شعر (للفقراء فقط) صدر عن اتحاد الكتاب الفلسطينيين
- ترجمة كتاب حول الثورة الفيتنامية من اللغة الروسية إلى العربية صدر 2017 عن دار الجندي في القدس
- مجموعة قصصية بالمشاركة (نوما هادئا يا رام الله)
- ذاكرة لا تخون، رواية، صدرت عام 2000.
- حارة البيادر، رواية فازت بجائزة وزارة الثقافة للرواية النسوية عام 1997 وصدرت عن الوزارة نفسها.
- ترجم عدد من القصص والقصائد إلى الروسية والهولندية والإنجليزية صدرت مترجمة في كتب ونشرت في الصحف.
- رواية «تل الحكايا» صدرت عن دار الخيال في بيروت، 2007.
- رواية «الوجوه الأخرى»، صدرت عن دار الخيال في بيروت، 2007.
- سلسلة أبحاث في التاريخ الشفوي لثورة 1936 مخطوطات
- دراسة في حياة وشعر الشاعر الشهيد عبد الرحيم محمود/مخطوطة.
- دراسة في حياة وشعر الشاعر عبد الكريم الكرمي نشرت في مجلة «قضايا الساعة» على حلقات.
- مسرحية النبع  (مسرحية غنائية شعرية) عرضت في مهرجان رام الله 1997.
- «تنمية ع البساطة»  في صيف 2007، وهو كتاب عبارة عن سلسلة مقالات عمود ثابت في «صحيفة البيدر» الصادرة عن برنامج دراسات التنمية في جامعة بيرزيت منذ العدد الأول وحتى آخر عدد صدر وهو العدد السابع والخمسون.
- «الصحافة النسائية في فلسطين» بالعربية وبالروسية أطروحة الدكتوارة المقدمة لجامعة الكوبان في روسيا نوقشت في ربيع عام 2006.
- التحقيق الصحفي من الألف إلى الياء، كتاب أكاديمي صدر عام 2009.